# Thimal ibn Sàlih
Muïzz-ad-Dawla Thimal ibn Sàlih (àrab: معز الدولة ثمال بن صالح, Muʿizz ad-Dawla Ṯimāl b. Ṣāliḥ) fou emir mirdàsida d'Alep del 1042 al 1057.
A la mort del seu pare i primer emir, Sàlih ibn Mirdàs el 1029, el poder se'l van repartir els seus dos fills Xibl-ad-Dawla Nasr ibn Sàlih (que va governar a la ciutat d'Alep) i Muïzz-ad-Dawla Thimal ibn Sàlih (que va governar a la ciutadella). La Síria central (Hisn Akkar, Baalbek, Homs i Rafaniyya) fou abandonada i les forces kilabites es van concentrar al jund de Kinnasrin. El catepà romà d'Orient d'Antioquia de l'Orontes va voler aprofitar la inexperiència dels dos germans per establir el seu protectorat i sense acceptar cap negociació i sense autorització expressa de l'emperador va atacar als kilabites però aquests el van derrotar greument a Kaybar (juliol de 1029).
Quan l'emperador Romà III (coronat el 12 de novembre del 1028) es va assabentar de la derrota va agafar el comandament en persona i va marxar a la zona amb un fort exèrcit; els dos germans van intentar negociar però Romà III s'hi va negar i va comunicar només acceptava la rendició. Els kilabites van optar per lluitar i el combat es va lliurar a Azar o Azaz el juliol de 1030, en la qual els romans d'Orient foren completament derrotats tot la seva immensa superioritat en homes i material. El botí fou extraordinari i per fer-se una idea els Banu Numayr (aliats dels kilabites) van aconseguir 300 mules carregades de monedes d'or. Romà III es va lliurar de caure presoner refugiant-se darrere els murs d'Antioquia (1030) des d'on va poder tornar a Constantinoble, i finalment els seus lloctinents Nicetes, Simeó i Teoctistes van poder restaurar la situació militar.
Per aquest temps (la data exacta no està precisada) Nasr es va apoderar de la ciutadella aprofitant una absència del seu germà Thimal i va esdevenir emir únic. L'abril o maig del 1031, per temor a un atac de Thimal ibn Salih, Nasr va fer aliança amb els romans d'Orient. Més tard, abans del 1038, els dos germans es van reconciliar. El 1038, després de la treva entre romans d'Orient i fatimites, Nasr va cedir a Egipte el botí que havia obtingut en una batalla lliurada a Azaz contra els romans d'Orient i el visir del Caire, Abu-l-Qàssim Alí ibn Àhmad al-Jarjaraí el va autoritzar a incorporar als seus dominis la ciutat i regió d'Homs.
Anushtegin al-Duzbari, governador fatimita de Damasc i Síria, i Djafar ibn Kulayd al-Kutami, governador d'Homs que s'oposava al control mirdàsida de la ciutat que el govern del Caire li havia cedit, van avançar al nord cap a Tall Fas, prop de Latmin (maig del 1038) on van enfrontar a Nasr que va morir en la batalla; Thimal ibn Salih, que va participar en la batalla al costat del seu germà, va fugir cap a Alep junt amb Shabib ibn Waththab al-Numayri, emir numayrita d'Haran. Anushtegin va ocupar Alep el juny de 1038 i fou ben acollit pel poble, ja que encara que els mirdàsides ja no eren aliats a Bizanci, eren vistos com a més propers als grecs, mentre Anushtegin era vist com clarament hostil. La ciutadella estava en mans de Mukallad ibn Kamil ibn Mirdas, un cosí de Nasr i Thimal, que na negociar la seva sortida podent emportar-se una part del tresor. Tot seguit Anushtegin va ocupar Balis i Manbij; però l'atac a Rahba fou rebutjat.
El 1039/1040 va morir Shabib ibn Waththab al-Numayri, emir numayrita d'Haran, i el va succeir el seu germà Mutain ibn Waththab. Eren germans de la princesa Mania al-Sayyida al-Alawiyya, vídua de Nasr que es va casar amb Thimal; la princesa governava en nom d'un fill a Rakka i Rafika (Mania era la mare de Mahmud ibn Nasr), però va cedir aquests dominis al seu marit. Mentre Anushtegin va establir una forta guarnició a Kalat Dawsar (més tard Kalat Djabar) que havia de protegir Alep contra un atac mirdàsida destinat a recuperar el poder, i va negociar amb l'emir marwànida de Mayyafarikin una aliança (contra el consell del govern del Caire).
Vers el 1040 els romans d'Orient van trencar la treva amb els fatimites i van aconseguir diversos èxits al nord de Síria. Els caps kilabites mirdàsides, Thimal i el su cosí Mukallad, van pagar tribut als romans d'Orient i finalment els van vendre la ciutat de Rakka. Anushtegin es va aliar llavors amb la fracció kilabita dels Banu Djafar instal·lada al Mudik d'Apamea i hostil als mirdàsides i als romans d'Orient. No obstant la tensió entre el Caire i Anushtegin va pujar de to sobtadament i el visir Abu-l-Qàssim Alí ibn Àhmad al-Jarjaraí va fer condemnar públicament al governador de Damasc i Síria, que fou abandonat pel seu exèrcit i només li van quedar un grup de ghulams fidels amb els que es va haver de refugiar a Alep. El visir va demanar al mirdàsida Thimal d'atacar la ciutat però ja no va arribar a temps doncs Anushtegin va morir el gener del 1042 i després d'unes converses amb els caps de la ciutat el febrer Thimal i el seu cosí Mukallad entraven a la ciutat. Els ghulams fidels a Anushtegin es van refugiar a la ciutadella, que fou assetjada i presa al cap de sis mesos.
Tant el govern fatimita com l'emperadriu Teodora van reconèixer a Thimal com a emir d'Alep. L'empèradriu li va concedir el títol de magistros i el de patrícia a la seva esposa; sis membres de la família (germans, cosins i nebots) van entrar a la jerarquia àulica romana d'Orient. El comerç entre grecs i musulmans es va incrementar de manera espectacular i els comerciants cristians a Alep se sentien més protegits per un mirdàsida que per un governador fatimita. El 1045 Thimal va rebre el diploma d'investidura del califa fatimita.
Abu-l-Qàssim Alí ibn Àhmad al-Jarjaraí va morir el mateix 1045. Les relacions entre mirdàsides i fatimites es van començar a tensar a causa del fet que els sis-cents mil dinars d'Anushtegin que havien estat trobats a la ciutadella, només havien estat en part entregats al govern del Caire. El 1047/1047 la treva per deu anys entre romans d'Orient i fatimites es va renovar; els romans d'Orient estaven ara ocupats a Armènia i Trebisonda on havien arribat bandes de turcmans, i s'enfrontaven també a un agitador gihadista a la zona de Ras Ayn.
El 1048 Alep fou atacada per Nasir al-Dawla Muhammad al-Hasan ibn Hamdan, governador de Damasc, aliat a Djafar ibn Kulayd al-Kutami d'Homs; l'exèrcit atacant era important però Thimal amb uns milers d'àrabs, va resistir i una crescuda del riu Kuwayk durant una nit va fer perdre als atacants el materials i les cadires de muntar de manera que es van haver de retirar cap a Damasc.
Thimal no obstant no podia estar tranquil i va negociar amb el visir fatimita Sadaka ibn Yusuf al-Falakhi, un jueu d'Alep, però quan aquest i el també jueu Abu Sad, administrador del tresor privat fatimita, foren executats, la situació va empitjorar. Djafar ibn Kamil ibn Mirdas, cosí de Thimal, va matar a Djafar ibn Kulayd al-Kutami en un combat a Kafar Tab i això va causar una nova expedició fatimita en la qual no es van estalviar els mitjans, amb un cost de quatre-cents mil dinars i en la qual van participar trenta mil homes, sota la direcció del general i eunuc Rifk. L'emperador Constantí IX Monòmac (1042 al 1054) va proposar una mediació però els fatimites la van rebutjar; els grecs van enviar dos exèrcits a vigilar la zona nord de Síria. Mukallad ibn Kamil ibn Mirdas va fer destruir les fortificacions de Ma'arrat al-Numan i d'Hamat i va concentrar les forces mirdàsides a Alep. L'exèrcit fatimita era una barreja de berbers, negres, turcs, i beduïns kalbites i jarràhides, estava poc coordinat i fou derrotat pels mirdàsides al Jabal Djawshin, prop d'Alep l'agost de 1050, mercès sobretot a la cavalleria àrab kilabita. Rifk fou ferit i encara que els seus homes se'l van poder emportar, va morir en mig del deliri al cap de tres dies. Thimal va enviar llavors al Caire al seu fill Thabit (tenia un altre fill més gran de nom Waththab) i a la seva esposa Mania al-Sayyida al-Alawiyya; fou sobretot per l'habilitat política d'aquesta, que va agradar al califa Abu-Tamim Muadh ibn adh-Dhàhir al-Mústansir bi-L·lah, que aquest va reconèixer finalment el feu d'Alep als mirdàsides amb totes les terres de les que tenia el domini efectiu.
Del 1050 al 1057 Thimal va governar sense problemes. Va tenir com a visirs a Abu l-Fadl Ibrahim ibn al Karim al-Anbari, després a Fakhr al-Dawla Abu Nasr Muhammad ibn Djahir (dels Banu Djahir) i finalmente a Sadid al-Dawla Hibar Allah ibn Muhammad al-Rabani al-Rahbi. Els dos darrers, notables administradors, van servir abans o després a altres emirs. Els preus van baixar i Alep va tenir una època d'abundància i prosperitat reflectida en un gran nombre d'edificis construïts en aquests anys que encara existien dos segles després. Cada any es pagava un tribut a l'emperador romà d'Orient el qual al seu torn feia progressar als prínceps mirdàsides en la jerarquia àulica. També es pagava un tribut anual o donatiu (al-kist) al califa fatimita. El 1056 va donar suport a al-Bassassirí que havia iniciat la lluita contra el sultà seljúcida Tughril Beg i estava refugiat a territori del mazyàdida d'al-Hilla Dubays ibn Alí (1017-1082); Tughril Beg va ordenar a Dubays trencar amb al-Bassassirí i aquest va haver de marxar a Rahba, i va demanar al califa fatimita de poder anar al Caire, però el visir fatimita al-Yazuri va refusar l'asil; no obstant el califa fatimita es va mostrar d'acord en enviar tropes contra Tughril per impedir la conquesta per aquest de Síria i després Egipte, i el va nomenar governador de Rahba (que Thimal li va lliurar), enviant-li diners, robes, cavalls, i armament, que li va portar el delegat fatimita al-Muayyad fi l-Din al-Shirazi, plenipotenciari a la regió de l'Eufrates.
El 1057 alguns caps kilabites van tirar en cara a Thimal de tractar millors als numayrites que a ells mateixos. Thimal va decidir llavors demanar al califa bescanviar Alep per Djubayl (Biblos), Beirut i Akka, lluny de l'agitació tribal kilabita. El califa li va concedir i un governador fatimita es va instal·lar a la ciutat d'Alep mentre Thimal se n'anava al seu nou domini.
La mort d'al-Bassassirí (15 de gener de 1060) va tenir un efecte negatiu pel prestigi fatimita a Síria. Atiyya ibn Sàlih, germà de Thimal, va aprofitar per apoderar-se de Rahba on va trobar el tresor i l'armament que estava preparat per una expedició a l'Iraq. Mentre els kilabites es posaven a les ordes de Mahmud ibn Nasr ibn Sàlih i del seu cosí Mani ibn Mukallad ibn Kamil per intentar recuperar Alep. Un primer atac va fracassar, però després van aconseguir el suport dels ahdath de la ciutat (la infanteria local) i encara que els notables i rics i els ashraf alides van romandre fidels als fatimites, el juliol de 1060 la ciutat obria les portes a Mahmud; el governador fatimita es va fer fort a la ciutadella i va demanar ajut al Caire que va enviar al seu governador a Damasc, Nasir al-Dawla Abu Ali al-Husayn ibn Abi Muhammad al-Hasan que va entrar a la ciutat on fou acollit amb fredor. L'agost va enfrontar als kilabites a la rodalia de la ciutat i va patir una seriosa derrota a al-Funaydik; els seus aliats kalbites, tayyites i una fracció dels kilabites el van abandonar; en la retirada, sense aigua, fou fet presoner amb la major part dels seus oficials, pels kilabites i l'endemà Atiyya tornava a Alep on es proclamà emir, però només va governar 24 hores doncs els fidels de Mahmud es van imposar; deu dies després els darrers fatimites refugiats a la ciutadella, entregaven aquesta a Mahmud a canvi de sortida lliure.
Thimal era llavors al Caire quan se li va comunicar que el seu nebot Mahmud havia ocupat Alep i que per tant havia de retornar les viles costaneres que se li havien cedit. Thimal va decidir marxar a Alep però Mahmud, amb el suport dels seus aliats numayrites, va refusar de retornar-li la ciutat, va enviar al poeta Ibn Sinan al-Khafadji a demanar ajut a l'Imperi Romà d'Orient i de cara al califa del Caire, va alliberar a Nasir al-Dawla Muhammad al-Hasan ibn Hamdan (ex governador de Damasc que tenia presoner) i altres oficials fatimites. Però després d'algunes acciones militars en les quals els ahdath alepins van tenir un paper destacat, els xeics kilabites van imposar un acord: Thimal recuperava Alep, i Mahmud tindria dret a una compensació en diners i espècies. L'abril de 1061 Thimal va entrar altre cop a Alep on es va reunir amb els numayrites i el mateix Mahmud que mercès al geni polític de la seva esposa Mania al-Sayyida al-Alawiyya, van esdevenir els seus aliats. Atiyya, el germà de Thimal, s'havia fet independent a Rahba.
Entre 1061 i 1062 va lluitar contra els romans d'Orient que havien atacat algunes de les seves posicions a les muntanyes frontereres entre Antioquia i Alep. Thimal va morir el desembre de 1062 i va designar al seu germà Atiyya com a successor.